# Neoaulaxinia persicum
Neoaulaxinia persicum är en svampdjursart som beskrevs av Kelly 2007. Neoaulaxinia persicum ingår i släktet Neoaulaxinia och familjen Phymatellidae. Inga underarter finns listade i Catalogue of Life.